# Vimines
Vimines és un municipi francès situat al departament de la Savoia i a la regió d'Alvèrnia-Roine-Alps. L'any 2007 tenia 1.655 habitants.

## Demografia

### Població
El 2007 la població de fet de Vimines era de 1.655 persones. Hi havia 628 famílies de les quals 118 eren unipersonals (51 homes vivint sols i 67 dones vivint soles), 217 parelles sense fills, 257 parelles amb fills i 36 famílies monoparentals amb fills.
La població ha evolucionat segons el següent gràfic:
Habitants censats

### Habitatges
El 2007 hi havia 695 habitatges, 631 eren l'habitatge principal de la família, 27 eren segones residències i 37 estaven desocupats. 632 eren cases i 60 eren apartaments. Dels 631 habitatges principals, 541 estaven ocupats pels seus propietaris, 66 estaven llogats i ocupats pels llogaters i 24 estaven cedits a títol gratuït; 5 tenien una cambra, 26 en tenien dues, 61 en tenien tres, 132 en tenien quatre i 407 en tenien cinc o més. 563 habitatges disposaven pel capbaix d'una plaça de pàrquing. A 232 habitatges hi havia un automòbil i a 369 n'hi havia dos o més.

### Piràmide de població
La piràmide de població per edats i sexe el 2009 era:
| Homes | Edats   | Dones |
| ----- | ------- | ----- |
| 4     | 95 o +  | 0     |
| 0     | 90 a 94 | 4     |
| 4     | 85 a 89 | 8     |
| 4     | 80 a 84 | 4     |
| 36    | 75 a 79 | 40    |
| 8     | 70 a 74 | 20    |
| 20    | 65 a 69 | 12    |
| 56    | 60 a 64 | 44    |
| 36    | 55 a 59 | 44    |
| 64    | 50 a 54 | 68    |
| 76    | 45 a 49 | 48    |
| 76    | 40 a 44 | 76    |
| 48    | 35 a 39 | 52    |
| 36    | 30 a 34 | 36    |
| 52    | 25 a 29 | 52    |
| 40    | 20 a 24 | 28    |
| 88    | 15 a 19 | 44    |
| 32    | 10 a 14 | 84    |
| 32    | 5 a 9   | 56    |
| 16    | 0 a 4   | 36    |

## Economia
El 2007 la població en edat de treballar era de 1.100 persones, 796 eren actives i 304 eren inactives. De les 796 persones actives 767 estaven ocupades (403 homes i 364 dones) i 29 estaven aturades (13 homes i 16 dones). De les 304 persones inactives 129 estaven jubilades, 121 estaven estudiant i 54 estaven classificades com a «altres inactius».

### Ingressos
El 2009 a Vimines hi havia 654 unitats fiscals que integraven 1.824,5 persones, la mediana anual d'ingressos fiscals per persona era de 22.411 €.

### Activitats econòmiques
Dels 59 establiments que hi havia el 2007, 1 era d'una empresa de fabricació de material elèctric, 3 d'empreses de fabricació d'altres productes industrials, 24 d'empreses de construcció, 7 d'empreses de comerç i reparació d'automòbils, 3 d'empreses de transport, 3 d'empreses d'informació i comunicació, 1 d'una empresa immobiliària, 10 d'empreses de serveis, 4 d'entitats de l'administració pública i 3 d'empreses classificades com a «altres activitats de serveis».
Dels 22 establiments de servei als particulars que hi havia el 2009, 2 eren tallers de reparació d'automòbils i de material agrícola, 2 paletes, 3 guixaires pintors, 9 fusteries, 4 lampisteries, 1 electricista i 1 empresa de construcció.
L'únic establiment comercial que hi havia el 2009 era una floristeria.
L'any 2000 a Vimines hi havia 29 explotacions agrícoles que ocupaven un total de 280 hectàrees.

## Equipaments sanitaris i escolars
El 2009 hi havia una escola elemental.

## Poblacions més properes
El següent diagrama mostra les poblacions més properes.